# Deposito EAV Giugliano
Il deposito e officine EAV Giugliano sarà un'infrastruttura di servizio del trasporto pubblico a Napoli per il rimessaggio e la manutenzione della Linea Napoli-Giugliano-Aversa della Metropolitana di Napoli.

## Storia
Per il progetto sono stati finanziati 120 milioni di euro dal PNRR, il cui totale è 190 milioni di euro finanziati dal 2021 al 2026.
I lavori sono iniziati nel settembre 2024.

## Strutture e impianti
Il deposito di Giugliano si estende su un'area di circa 23 ettari, diviso in due parti distinte.
La prima, che si affaccia sulla via Appia e occupa circa 5 ettari, ospita gli uffici di gestione e rappresentanza. La seconda, più ampia con oltre 15 ettari, è dedicata alle attività tecniche del deposito, compresa la movimentazione e la manutenzione dei convogli. 
Quest'area, accessibile tramite viale principale, è caratterizzata da due blocchi di edifici a forma di C, che creano due grandi corti scoperte. Il primo blocco ospita gli uffici e gli spazi rappresentativi dell'Ente, protetti da una leggera collina verde. Il secondo blocco, situato dietro al primo, include un auditorium, aule per la formazione, una foresteria e un edificio tecnologico, disposti lungo i tre tratti della C. Entrambi i blocchi sono serviti da ampie aree di parcheggio.
La seconda area, più ampia e funzionale per il movimento dei treni, contiene capannoni per le officine di manutenzione, spazi per il rimessaggio, servizi per il personale e una torre di controllo. Una grande rotonda funge da punto di connessione tra le due aree, mentre un sovrappasso coperto facilita il passaggio pedonale e evita attraversamenti pericolosi. Anche qui sono presenti ampie aree di parcheggio per veicoli privati.